# Weißbach (Königsfeld)
Weißbach ist ein Ortsteil der Gemeinde Königsfeld im sächsischen Landkreis Mittelsachsen. Er wurde am 1. Juli 1950 eingemeindet.

## Geografie

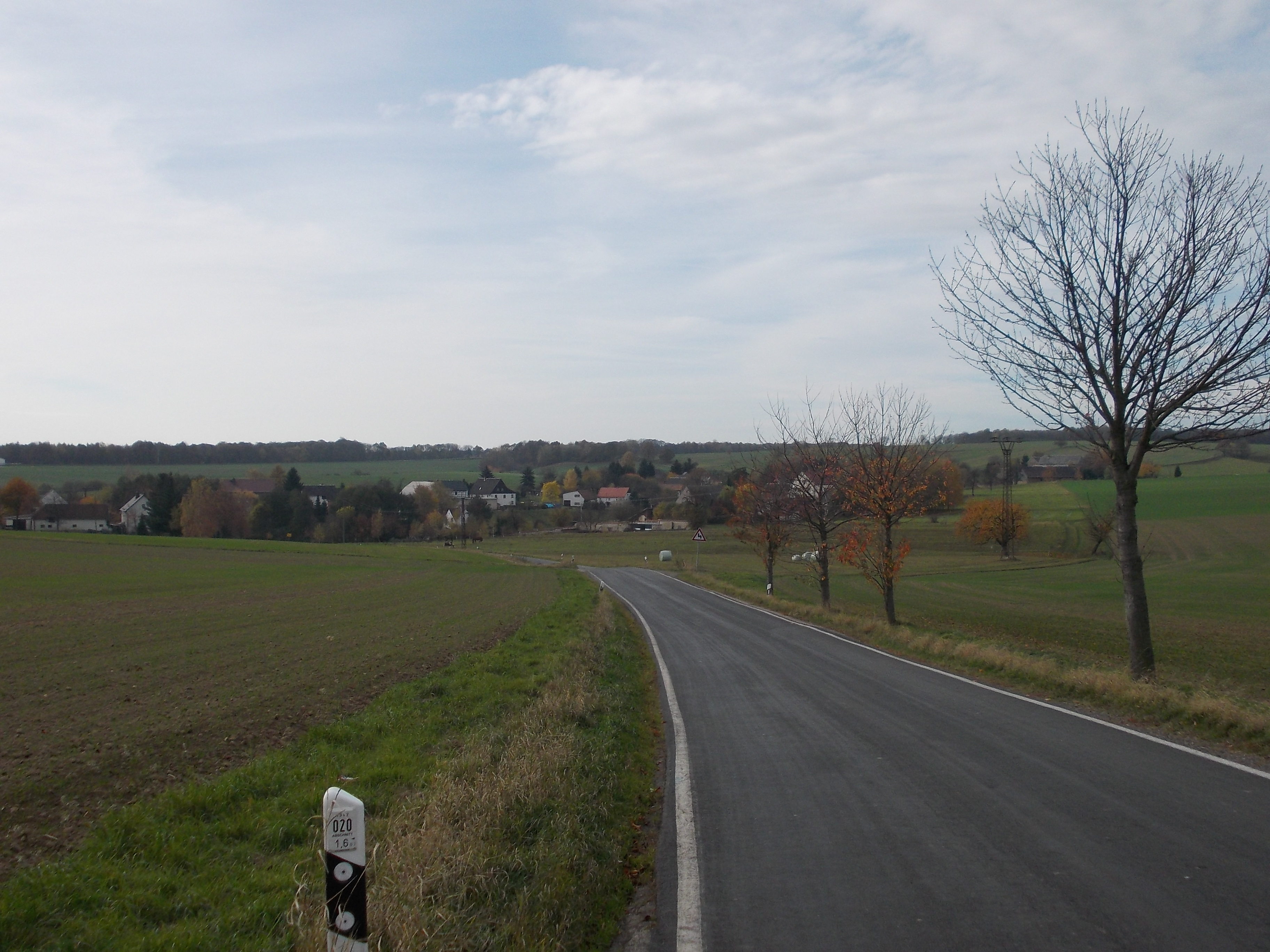
Blick auf Weißbach

### Geografische Lage und Verkehr
Weißbach befindet sich nordwestlich des Hauptorts Königsfeld zwischen dem Bühlabach im Norden und dem Weißbach im Süden. Beide Bäche münden in die Zwickauer Mulde. Östlich des Orts befindet sich die Talsperre Königsfeld.

### Nachbarorte
| Nauenhain      |                                             | Leutenhain |
| Mark Ottenhain | Kompassrose, die auf Nachbargemeinden zeigt |            |
| Haide          | Königsfeld                                  | Doberenz   |

## Geschichte

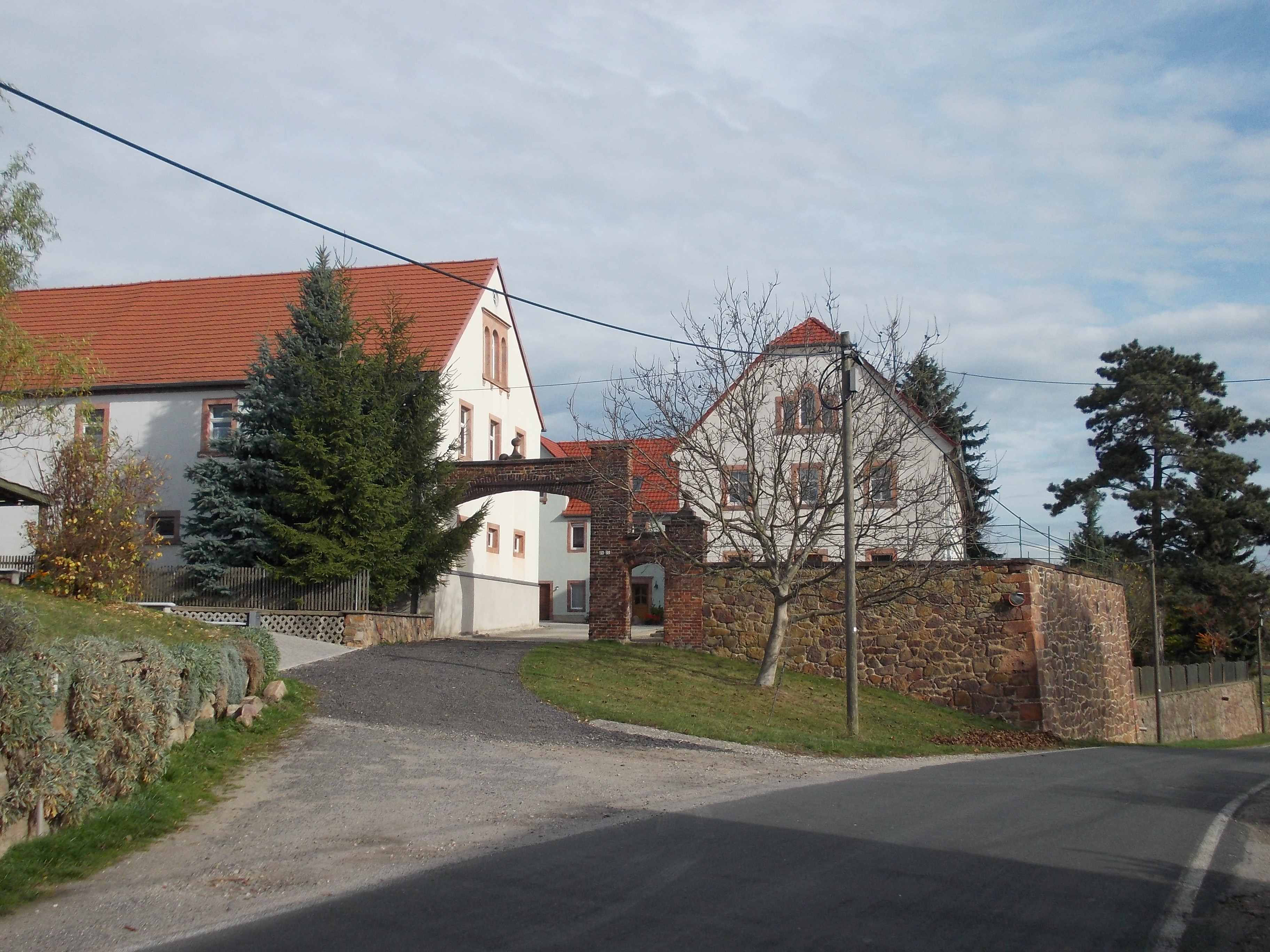
Hof in Weißbach

Das Waldhufendorf Weißbach wurde im Jahr 1350 als Wizbach erwähnt. Bezüglich der Grundherrschaft unterstand der Ort bis ins 19. Jahrhundert dem Rittergut Königsfeld. Kirchlich ist Weißbach seit jeher nach Königsfeld gepfarrt. Der Ort gehörte bis 1856 zum kursächsischen bzw. königlich-sächsischen Amt Rochlitz. Bei den im 19. Jahrhundert im Königreich Sachsen durchgeführten Verwaltungsreformen wurden die Ämter aufgelöst. Dadurch kam Weißbach im Jahr 1856 unter die Verwaltung des Gerichtsamts Rochlitz und 1875 an die neu gegründete Amtshauptmannschaft Rochlitz.
Am 1. Juli 1950 erfolgte die Eingemeindung von Weißbach nach Königsfeld. Durch die zweite Kreisreform in der DDR im Jahr 1952 wurde Weißbach als Teil der Gemeinde Königsfeld dem Kreis Rochlitz im Bezirk Chemnitz (1953 in Bezirk Karl-Marx-Stadt umbenannt) angegliedert, der ab 1990 als sächsischer Landkreis Rochlitz fortgeführt wurde und 1994 im Landkreis Mittweida bzw. 2008 im Landkreis Mittelsachsen aufging.